# مبتعثات (مسلسل)
مبتعثات هو مسلسل كوميدي درامي سعودي من تأليف نورة المنصور وتمثيل لطيفة المجرن وزارا البلوشي ومريم الغامدي وسناء بكر يونس ومرام عبدالعزيز ونورا عصر ونورة العنبر.

## القصة
تروي فيه قصة أربع فتيات سعوديات يسافرن إلى الخارج لاستكمال دراستهن الجامعية وتنشأ بينهن صداقة قوية يتم الكشف من خلالها عن الأسباب التي أدت إلى ابتعاث كل منهن، إضافة إلى عرض التحديات الاجتماعية والثقافية التي تواجههن

## بطولة
- سناء بكر يونس
- لطيفة المجرن
- زارا البلوشي
- مريم الغامدي

وعدد من الوجوة الشابة